# Doguindi
Doguindi  è un comune del Ciad situato nel dipartimento di Guéni, provincia del Logone Occidentale.